# Mazatlán
Mazatlán este un oraș din municipiul Mazatlán, Sinaloa, Mexic.

## Sporturi
- fotbal: Mazatlan Deer
- baseball

## Orașeînrudite
- Hamm,  Germania
- Santa Monica, California,  Statele Unite ale Americii
- Seattle, Washington,  Statele Unite ale Americii
- Puntarenas,  Costa Rica
- Grande Prairie, Alberta,  Canada
- San Ysidro, California,  Statele Unite ale Americii
- Ensenada, Mexic
- Tucson,  Statele Unite ale Americii
- Tijuana,  Mexic

## Transport

### Aeroporturi
- Rafael Buelna

### Portul
De asemenea, există și un port.

### Public
- pulmonia (o mașinuță de golf sub formă de taxi)
- autobuze